# دييغو أسيس
دييغو أسيس (14 سبتمبر 1987 بالبرازيل - ) هو لاعب كرة قدم برازيلي في مركز الهجوم. لعب سابقاً مع نادي العين السعودي وAssi IF ‏.

## وصلات خارجية
- دييغو أسيس على موقع Soccerway.com (الإنجليزية)